# 진궁
진궁(陳宮, ? ~ 199년 2월 7일(198년 음력 12월))은 중국 후한 말 조조 휘하의 정치인이다. 자는 공대(公臺)이며 연주 동군 무양현(武陽縣) 사람이다. 연주자사 유대가 죽자 연주 사람들을 설득하여 조조에 귀부하도록 하였다. 이후 장막을 부추겨 여포를 맞아들이고 조조에게 반기를 들었다가 진압당했다. 다시 조조에 대항하는 여포에게 여러 계책을 헌책했으나 대부분 채택되지 못했다. 여포 패망 후 조조의 회유에도 불구하고 결연히 죽음을 맞았다.

## 생애

### 조조에서 여포로
192년(초평 3년) 연주자사 유대가 황건적한테 패하여 죽었다. 진궁이 연주 사람들을 설득하여 조조가 연주목으로 추대되었다. 194년(흥평 원년) 조조가 지난해에 이어 재차 서주목 도겸을 정벌하러 서주로 나아갔다. 진궁은 조조에 대해 의구심을 느끼고 장막의 동생 장초, 종사중랑(從事中郞) 허사·왕해(王楷) 등과 모반을 계획하였다. 진궁이 진류태수 장막에게 말하길 “바야흐로 여러 영웅들이 들고일어나 천하가 나뉘었습니다. 군께선 많은 무리를 거느리고 사방이 적인 땅에 서계십니다. 칼을 쥔 채 때를 살피기만 하면 족히 인걸이 될 수 있습니다. 그런데도 타인에게 속박만 당하고 있으니 어찌 비루하지 않다 하겠습니까! 지금 연주는 동쪽을 치느라 텅 비어있습니다. 그리고 여포는 장사로서 맞설 상대가 없을 정도로 싸움을 잘합니다. 여포와 함께 연주를 장악하고 천하 형세를 주시하며 때가 오기를 기다린다면 한 시대를 종횡할 것입니다.”라 하였다. 장막이 이를 좇아 여포를 연주목으로 세우니 견성(鄄城), 동아(東阿), 범(范) 등 몇 개 현을 제외한 대부분의 군현이 호응하였다.
급보를 받은 조조가 급히 군을 돌려 여포와 사투를 벌였다. 195년 산양군 거야현(鉅野縣)의 설란과 이봉 구원에 실패한 여포는 진궁과 함께 1만 명으로 동민현(東緡縣)에서부터 역공을 가했으나 복병에 패하였다. 결국 제음군 정도현(定陶縣)이 뚫리면서 여러 현들을 잃었고 진궁은 여포와 같이 유비에게 투탁했다. 도겸 사후 유비가 그 뒤를 이었던 터였다.

### 여포와의 거리감
196년(건안 원년) 여포가 서주를 탈취하였다. 6월(음력) 여포의 부장 학맹이 원술을 배후에 두고 반란을 일으켰다. 이를 만류하던 학맹의 부장 조성이 그 진압에 공을 세우고 진궁의 공모 사실을 여포에게 진술하였다. 그곳에 있던 진궁이 모두가 알아볼 정도로 얼굴을 붉혔음에도 여포는 진궁을 중요한 장수라 여겨 이를 불문에 부쳤다.
198년 여포가 다시 원술과 손잡고 조조에 대적하였다. 조조가 친정을 개시하여 팽성국에 이르렀다. 역격을 건의했지만 받아들여지지 않았다. 여포는 조조군이 하비에 육박해서야 역격에 나섰다가 격퇴당했다. 여포가 항복을 고려하기에 진궁은 달걀로 바위를 치는 격이라며 말렸다. 또 진언하기를 ‘여포가 성 바깥에서, 진궁이 성안에서 서로 기각(掎角)의 형태로 방어하다보면 열흘도 안 되어 조조군의 군량이 다해 승리할 것’이라 했지만 여포의 부인이 “진궁은 조조로부터 갓난아이인 양 귀한 대우를 받았음에도 우리에게 귀순했습니다. 하물며 장군의 대우는 조조에 미치지 않았는데도 온전히 성을 맡긴 채 처자식은 내버려두고 멀리 나가려 하십니까? 만약 변고가 생긴다면 제가 장군의 처로 남아있겠습니까?”라고 제지하는 바람에 실행하지 못하였다.

### 죽음을 자청
섣달, 여포로부터 이반한 후성, 송헌, 위속이 진궁과 고순을 붙잡아 조조에게 투항했다. 여포는 남은 부하들과 백문루(白門樓)에 올랐다가 이내 저항을 포기하고 항복하였다. 조조가 진궁에게 “경은 평소 지모가 넘친다며 자부했건만 어찌 이런 꼴이 되었소?”라 묻자 여포를 가리키며 “단지 이 자가 내 말을 듣지 않았기 때문입니다. 내 말대로 했다면 어떻게 됐을지 모릅니다.”라 답하였다. 이어 신하로서 불충했고, 자식으로서 불효했으니 자신은 죽는 것이 마땅하다고 하였다. 노모와 처자식의 처우에 대해서는 “제가 듣건대 효(孝)로써 천하를 다스리는 자는 타인의 부모를 해치지 않으며, 인(仁)으로써 천하를 보살피는 자는 타인의 제사를 끊지 않는다 합니다. 그 생사는 제가 아니라 명공께 달렸습니다.”라 답하였다. 조조는 더 이상 말을 잇지 못했고 진궁은 자신을 죽여 군법을 밝히라며 죽음을 재촉하니 그 의지를 꺾을 수가 없었다. 조조는 눈물을 흘리며 진궁을 전송했고 진궁은 뒤도 돌아보지 않고 처형장으로 향했다. 그 머리는 허도에 효수되었다. 조조는 진궁의 가족을 두터이 대해 그 어머니를 죽을 때까지 봉양하고  아들을 가르치며 딸도 시집보내주었다.

## 성품과 평가
강직하면서도 기백이 충만했으며 젊은 시절부터 천하의 명사들과 교류하였다. 순유는 하비 전투시 진궁에 대해 지혜는 있지만 결단력이 흠이라 한 바 있다.

## 삼국지연의
중모현 현령으로 등장해 동탁 암살 실패로 도망치던 조조를 잡았다가 그를 풀어주면서 동행했지만 여백사 사건으로 서로 헤어졌다. 이후엔 장막을 의지하다 여포를 맞이하여 그의 참모가 되면서 조조와 싸움을 되풀이 하였다.

## 같이 보기
- 삼국지 인물 목록

## 참고 문헌
- 어환(魚豢), 《전략》(典略) ; 배송지 주석, 《삼국지》7권 위서 제7 여포에서 인용
- 《삼국지》7권 위서 제7 여포